# 成田光沙
成田 光沙（なりた ありさ、1999年8月31日 - ）は、大阪府出身の女優である。
高校生のときは、関西にあるプロダクションに所属していた。高校卒業後に進学した専門学校に所属していたときに、トライストーン・アクティングラボ（TSAL）を紹介され、2020年の春からTSALに入った。
空手を12年間習っていて、日本空手道正派糸東流初段をもっているほか、ダンスを4年間やっている。また、韓国語を習得しており、韓国ドラマの鑑賞を趣味としている。

## 出演
主な出演作品
- エネルギーの旅人～夜景篇～（関西電力）
- セレクトミニオンズ（イオンカード）
- オレにかまわず篇（ひらかたパーク
- 『シリウスに向かって』（劇団赤鬼）主演